# Sala I na Wawelu
I sala zbrojowni Zamku Królewskiego na Wawelu powstałej w czasie przebudowy zamku w XVI w. Zachowały się tu dwa gotycko - renesansowe portale oraz fragmenty XVIII-wiecznej polichromii na wschodniej ścianie.
W sali tej zgromadzone są dwa miecze dwuręczne, głównie niemieckie i szwajcarskie z XV - pocz. XVII w. (wśród nich miecz używany przez gwardzistów Juliusza II Brunszwickiego) oraz broń drzewcowa z XVI - XVIII w.: piki, paradne, glewie, partyzany i halabardy o dekoracji trawionej, czernionej i złoconej oraz oszczepy myśliwskie. Na niektórych halabardach widnieją daty, herby i monogramy, m.in. arcyksiążęta Ferdynand (późniejszy cesarz) i Ernest, książę Bawarii Ferdynand, arcybiskupi Salzburga: Wolf Dietrich von Reitenau, Parys i Franciszek Lodronowie. Obok wejścia do piwnicy polonica: partyzany dworskie, jedna z wyrytym wizerunkiem Jana Kazimierza, dwie halabardy z herbami Michała Korybuta Wiśniowieckiego i Jana III Sobieskiego oraz partyzany i szponton z herbami Augusta II Mocnego.